# Natov integriran sistem zračne obrambe
Natov integriran sistem zračne obrambe (angleško NATO Integrated Air Defense System, kratica NATINADS) je poveljniška struktura letalskih sil organizacije NATO, podrejena vrhovnemu poveljništvu in aktivna tako v mirnodobnem času kot v kriznih razmerah.
Sestavljajo jo:
- BMC3I,
- aktivne obrambne zmogljivosti,
- pasivne obrambne zmogljivosti,
- konvencionalne sile.

NATINADS je bil razvit med hladno vojno v 1950. letih kot koordiniran sistem za zgodnje opozarjanje članic pakta pred sovjetskimi orožji dolgega dosega. Leta 1962 je povezal obstoječe radarske kapacitete po Zahodni Evropi v koordiniran sistem po imenu Natov zračnoobrambni zemeljski površinski sistem (NATO Air Defence Ground Environment System, NADGE).